# Elizabeth City
La ville d'Elizabeth City est le siège du comté de Pasquotank, situé en Caroline du Nord, aux États-Unis. La majeure partie de la population des comtés de Pasquotank de Camden et Perquimans est intégrée à son agglomération. C'est le centre de la zone micropolitaine d'Elizabeth City (en) qui regroupe une population de 64 042 habitants en 2009. Du fait que la zone à l'extérieur de cette ville est très peu peuplée, elle n'est voisine qu'avec une seule autre, celle de Camden. La ville n'est pas seulement le centre économique de la région, elle possède aussi beaucoup de sites historiques et de traditions culturelles.
Connue sous le surnom de Harbour of Hospitality (refuge / port de l'hospitalité), Elizabeth City a une longue tradition de navigation due à sa localisation au début de l'estuaire de la Pasquotank (en). Fondée en 1794, Elizabeth City a prospéré dès le début comme une ville marchande, avant de devenir plus tard une ville industrielle et commerciale. Elle s'est étendue aux comtés voisins grâce au réseau routier et aux ponts qui lui ont permis de se développer.
La ville a été citée parmi les « 100 meilleures petites villes d'Amérique » par l'auteur Norman Crampton.

## Histoire
Située à l'embouchure de la Pasquotank, la région qui allait devenir Elizabeth City sert, dès le XVIIIe siècle de centre de contrôle du commerce. Avec l'installation de quelques routes, d'une école et d'une église, une communauté ne tarde pas à s'y installer.

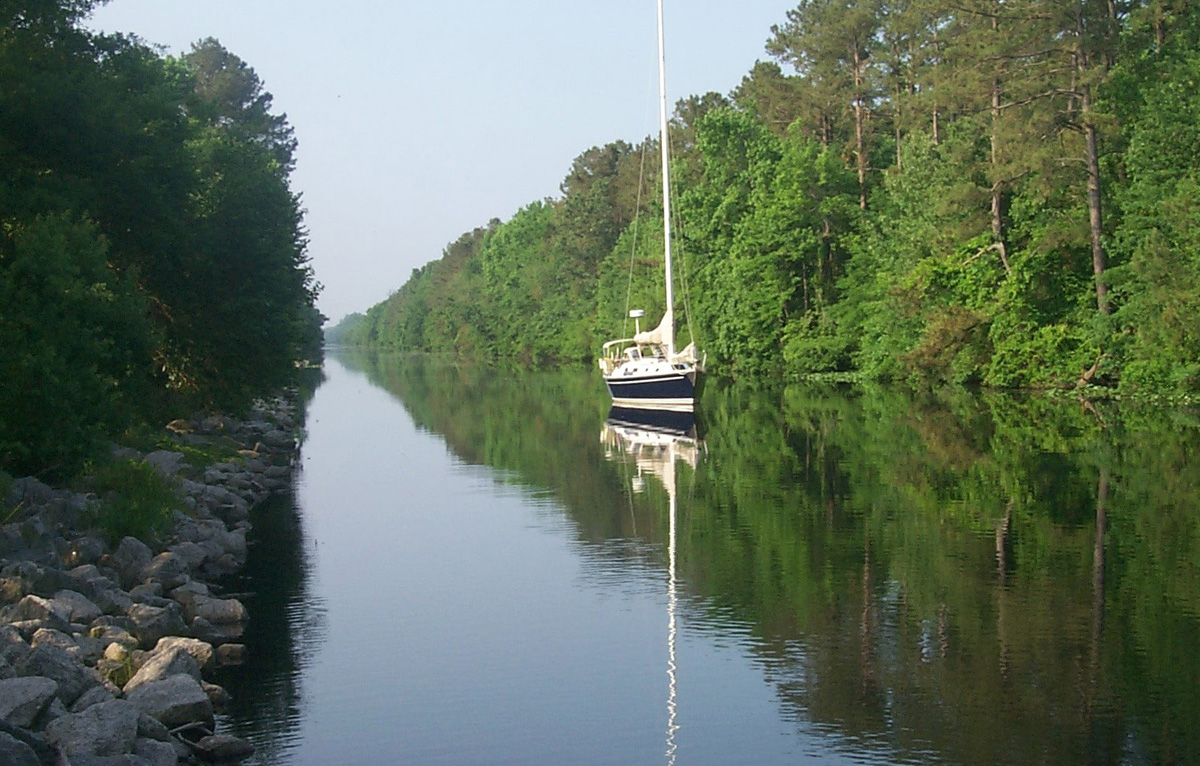
Un bateau de plaisance sur le canal du marais de Dismal

En 1793, la construction du canal de Dismal Swamp permet d'orienter le commerce vers la ville. Elle est incorporée par l'assemblée de Caroline du Nord sous le nom de « Redding ». En 1794, elle est renommée « Elizabethtown » mais du fait de l'homonymie avec une autre ville de l'État, elle est finalement appelée Elizabeth City en 1801. Le prénom « Elizabeth » peut venir de la reine Élisabeth Ire d'Angleterre qui a dirigé la colonisation des côtes de Caroline et la Virginie 200 ans plus tôt, ou bien d'Elizabeth « Betsy » Tooley, une propriétaire foncière qui fit don de terres pour la construction de la ville.
Les améliorations du canal confèrent à la ville un rôle financier et d'échanges au début du XIXe siècle. En 1826, le gouvernement fédéral achète 600 actions. Des fonds supplémentaires pour des améliorations sont levés grâce à la loterie de Norfolk. Avec ces fonds, le canal est élargi et approfondi, permettant aux plus grands bateaux d'expédier leurs marchandises.
Pendant la guerre de Sécession, les états confédérés avaient une petite flotte basée à Elizabeth City. Après la bataille de Roanoke Island, les forces de l'Union envoient leur flotte prendre la ville, ce qu'ils parviennent à faire. Ils en garderont le contrôle jusqu'à la fin de la guerre, malgré une guérilla active menée par les confédérés.
Entre-temps, les déplacements terrestres se sont lentement améliorés, permettant ainsi de continuer l'expansion des échanges avec les comtés voisins. Les villes voisines deviennent, à leur tour, des concurrentes sérieuses. La voie ferrée de Portsmouth et Weldon, terminée dans les années 1830 permet d'acheminer les marchandises de la rivière Roanoke directement vers Weldon, et le canal Albemarle-Chesapeake, achevé en 1859, a créé un canal plus profond pour les expéditions de marchandises de la baie d'Albemarle vers Norfolk.
En 1881, l'industrie de la ville est, de nouveau, relancée par l'ouverture de la voie ferrée de la Norfolk Southern Railway.
L'industrie s'est encore développée au cours de la Seconde Guerre mondiale, en particulier dans la construction navale, avant de décliner au cours des décennies suivantes au profit des services, de l'administration et de l'agro-alimentaire qui dominent aujourd'hui. Un récent regain du tourisme et la revitalisation du centre-ville ont redoré l'image actuelle de la ville.

### La bataille de Elizabeth City
La bataille eut lieu le 10 février 1862 au début de la guerre de Sécession, et fut la 2e opération de la campagne de Burnside en Caroline du Nord.

## Géographie

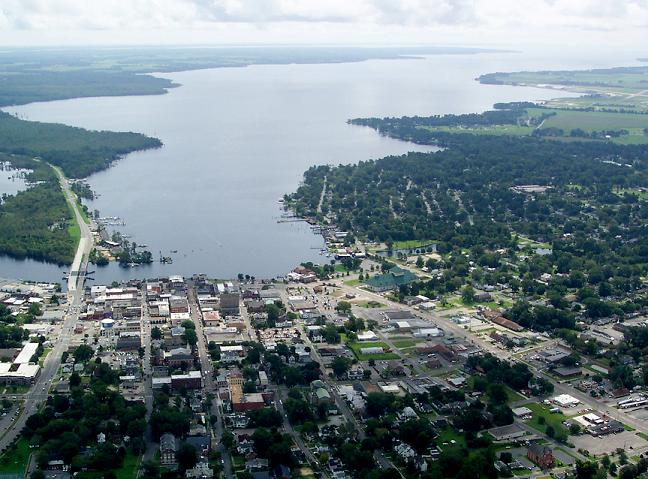
Vue de la ville et de l'estuaire

La ville est située sur les bords de la Pasquotank (en) qui se jette dans la baie d'Albemarle et constitue une partie de l'Intracoastal Waterway. Sa superficie est de 25 km2, dans la région des Inner Banks. Son relief est très plat, son point culminant n'est qu'à 3,7 m. Sa position semi-côtière a joué un rôle important dans son histoire : Elizabeth City a accueilli autrefois des parcs à huîtres et des industries du bois.

### Climat
Le climat est subtropical humide. La présence proche de l'océan Atlantique tempère les écarts de températures. Le mois le plus chaud et le plus arrosé est juillet. Les orages les plus violents interviennent à cette période. Les ouragans sont moins fréquents mais plus dévastateurs à la fin de l'été.
Les chutes de neige sont rares, avec un cumul de moins de 10 cm par an.

### Démographie
D'après le recensement de 2010, la villa a une population de 18 683 hab, avec 7 487 ménages et 4 689 familles. La densité de population y est de 4 162,12 hab/km2. La répartition ethnique est de 39.5 % d'Euro-Américains, 54 % d'Afro-Américains et 1.2 % d'Asio-Américains.
Le revenu moyen par habitant était de 17 592 dollars avec 28.1 % vivant sous le seuil de pauvreté.
| 1870 | 1880  | 1890  | 1900  | 1910  | 1920  |
| ---- | ----- | ----- | ----- | ----- | ----- |
| 930  | 2 315 | 3 251 | 6 348 | 8 412 | 8 925 |

| 1930   | 1940   | 1950   | 1960   | 1970   | 1980   |
| ------ | ------ | ------ | ------ | ------ | ------ |
| 10 037 | 11 564 | 12 685 | 14 062 | 14 381 | 14 004 |

| 1990   | 2000   | 2010   | - | - | - |
| ------ | ------ | ------ | - | - | - |
| 14 292 | 17 188 | 18 683 | - | - | - |

## Arts et culture

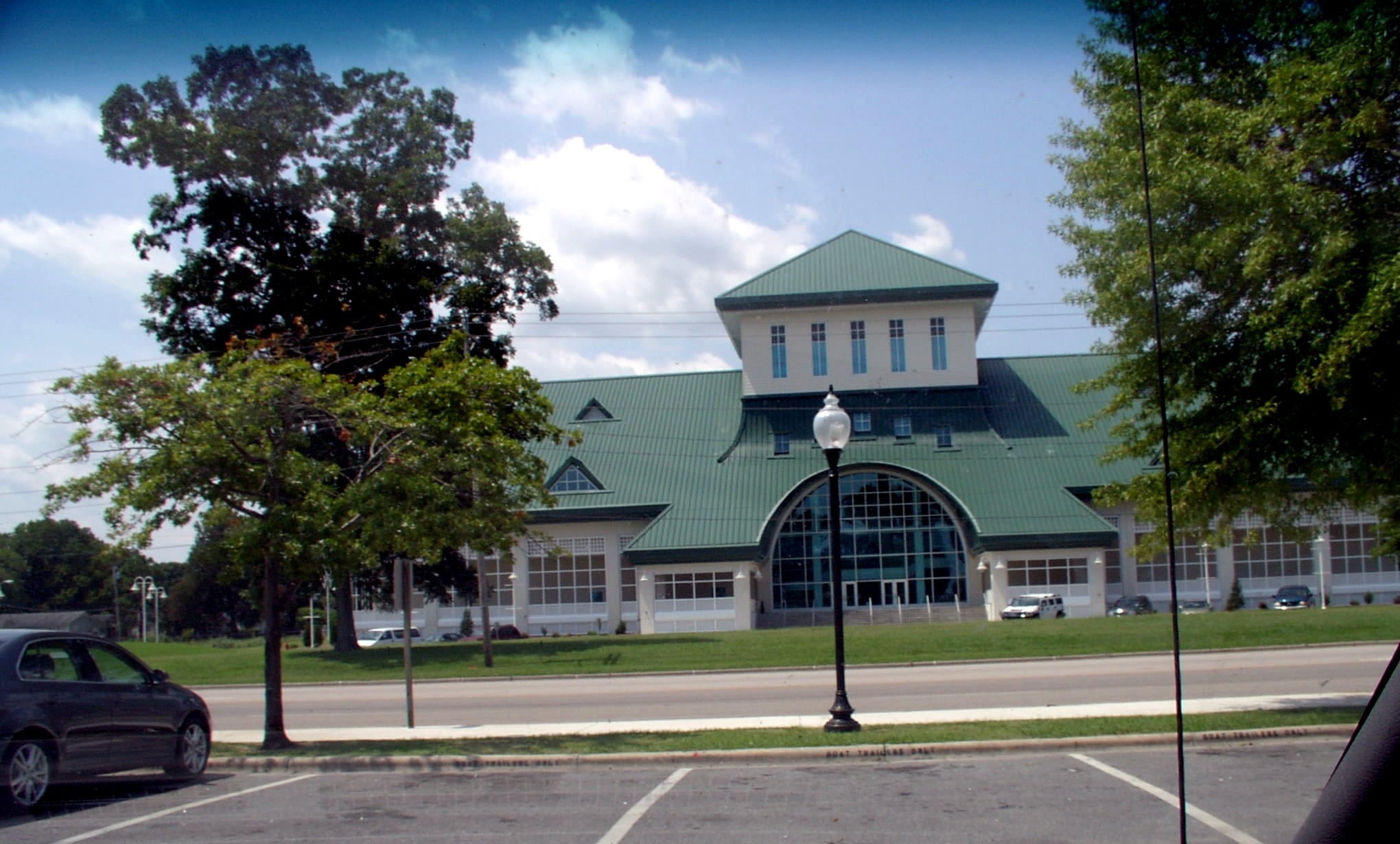
Le musée d'Albemarle.

Elizabeth City accueille le musée d'Albemarle (en) qui correspond à la section régionale du musée d'Histoire de Caroline du Nord (en).
Le comté possède six sites classés au registre national des monuments historiques, avec la plus grande concentration de bâtiments d'avant-guerre de Caroline du Nord.
Le « Virginia Dare Hotel and Arcades », un bâtiment néoclassique conçu par William Lee Stoddart (en) est l'emblème architectural de la ville.

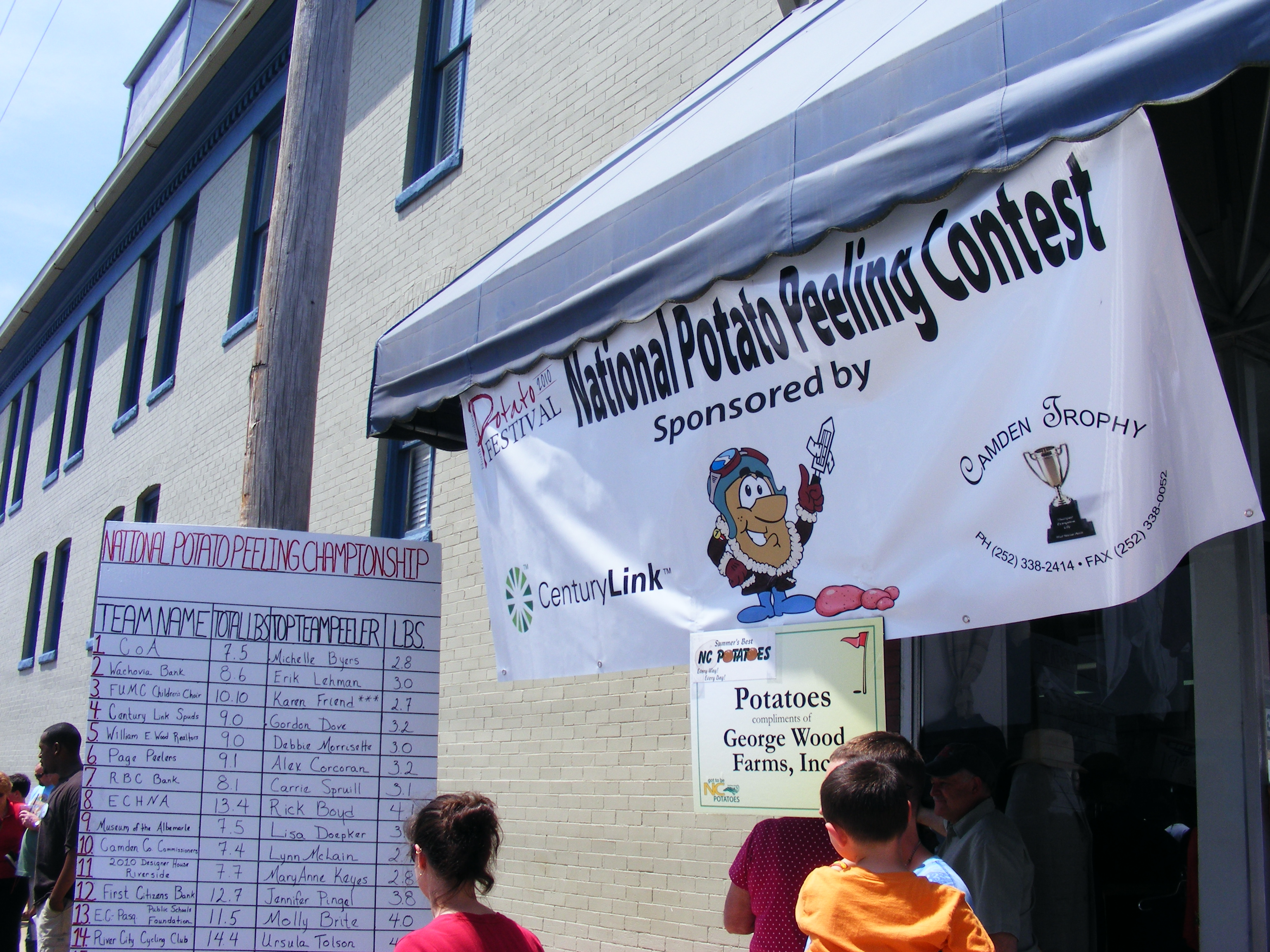
Le festival en 2010.

La ville accueille également le North Carolina Potato Festival, une célébration annuelle de la pomme de terre, une des plus importantes cultures de la région. Il se tient à la mi-mai et est devenu l'une des manifestations les plus populaires de Caroline du Nord.
La foire annuelle de l'artisanat est parrainée par l'Association de l'Artisan d'Albemarle. Nombre de participants y portent des costumes d'époque pour la vente et la démonstration de l'artisanat traditionnel. Les activités comprennent les arts de la couture, de la poterie, des bijoux et des boiseries.

## United States Coast Guard

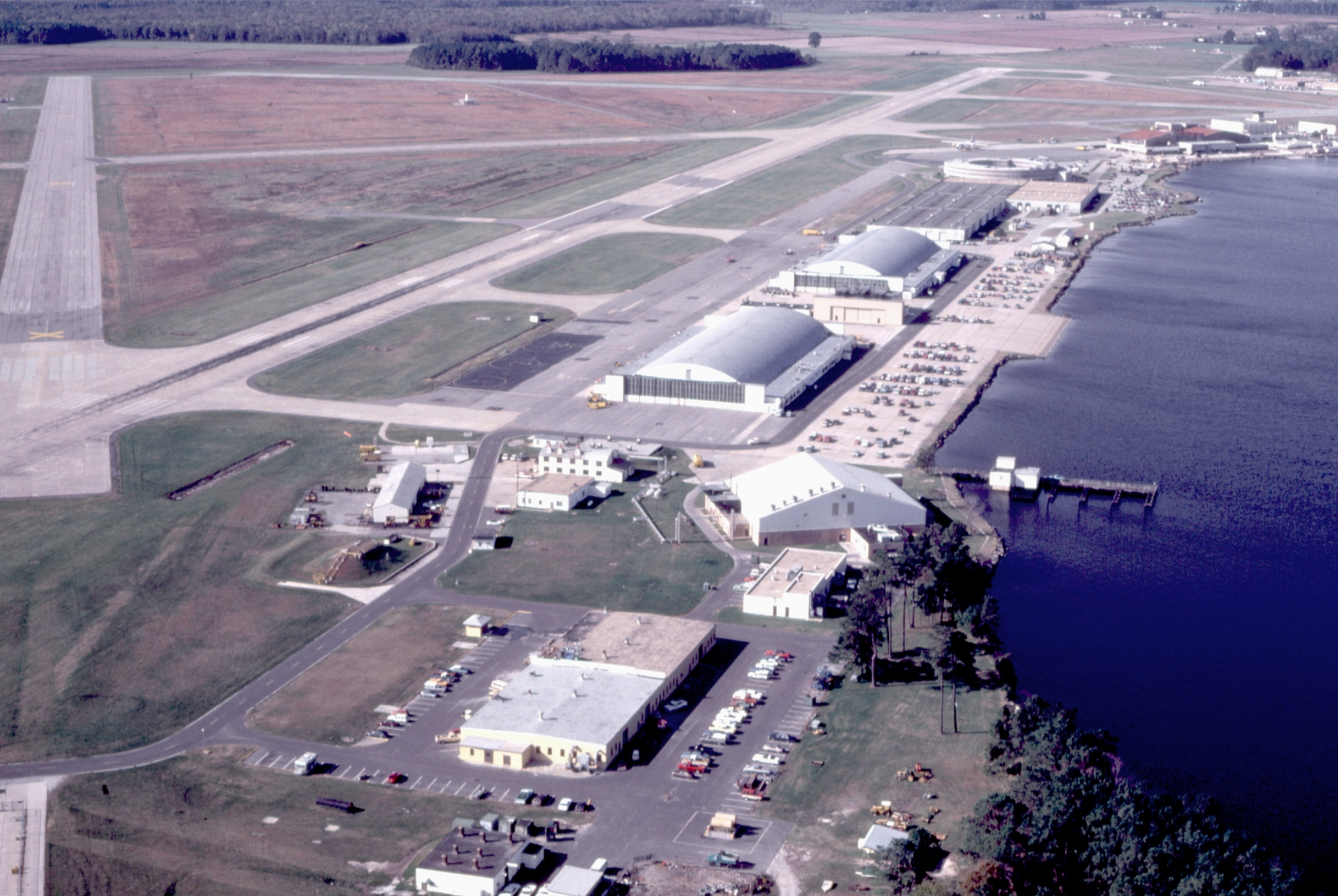
Vue de la base aérienne.

La plus grande base aérienne des garde-côtes des États-Unis, la base aérienne des garde-côtes d'Elizabeth City, se trouve à proximité immédiate au sud de la ville. Elle a été récemment incorporée au département de la Sécurité intérieure des États-Unis. Elle apporte un grand nombre d'emplois à la région.
Capitalisant sur la réputation de la région comme le berceau de l'aviation, notamment du premier vol des frères Wright, la présence des garde-côtes américains et l'industrie des aéronefs plus légers que l'air vise à faire d'Elizabeth City un centre majeur de l'industrie aéronautique. Elle espère attirer des entreprises importantes ainsi que les programmes de sciences de l'aviation d'Elizabeth City State University (en) et des programmes connexes par le College of the Albemarle (en).

## Politique
Elizabeth City possède un gouvernement à gérance municipale, avec un conseil municipal composé de 8 membres et d'un maire. Ce conseil est renouvelé tous les deux ans.
Le tribunal du district nord de la Caroline du Nord est situé dans la ville.
Elizabeth City est intégrée dans le premier district de Caroline du Nord pour la représentation à la chambre des représentants.

## Transports

### Automobile
La voie routière la plus importante de la ville est la U.S. Route 17, dont quatre branches parcourent la ville. Ensuite, viennent la U.S. Route 158 et la Route 344 de Caroline du Nord (en).

### Aérien
Elizabeth City possède un aéroport civil et militaire, le Aéroport régional d'Elizabeth City partagé avec la base aérienne des garde-côtes, à 6 km au sud de la ville.

### Bus
Les transports publics locaux desservent tous les comtés environnants depuis la ville. Les liaisons avec les destinations plus lointaines se font avec la Greyhound Lines.

### Ferroviaire
Historiquement, la compagnie Chesapeake and Albemarle Railroad (en) gérait le réseau local sur la Caroline du Nord et la Virginie. La première ligne date de 1881. Le service aux passagers à Elizabeth City a pris fin en 1947. Aujourd'hui, le service le plus proche de passagers est assuré par Amtrak à Newport News à environ une heure et demie au nord.

## Personnalités nées dans la ville
- John Warren Davis (en), juge fédéral.
- John C. B. Ehringhaus (en), gouverneur de Caroline du Nord de 1933 à 1937.
- Luther Lassiter (en), champion de billard.
- Edward Snowden, informaticien qui a dévoilé le programme américain de surveillance PRISM.